# Завадівська волость (Ананьївський повіт)
Завадівська (Заводівська) волость — історична адміністративно-територіальна одиниця Ананьївського повіту Херсонської губернії.
Станом на 1886 рік складалася з 4 поселень, 4 сільських громад. Населення — 3731 особа (1841 чоловічої статі та 1890 — жіночої), 290 дворових господарств.
|                     | Площа, десятин | У тому числі орної, дес. |
| ------------------- | -------------- | ------------------------ |
| Сільських громад    | 2770           | 923                      |
| Приватної власності | 12524          | 4850                     |
| Казенної власності  | 122            | 32                       |
| Іншої власності     | 210            | 125                      |
| Загалом             | 15626          | 5930                     |

Найбільші поселення волості:
- Заводівка (Петрівка) — колишнє власницьке містечко при річці Тилігул за 90 верст від повітового міста, 896 осіб, 152 двори. За версту — православна церква, школа, 4 лавка, постоялий двір. За 8 верст (Березівка) — станова квартира 3-го стану, православна церква, єврейський молитовний будинок, земська станція, синагога, паровий млин, 48 лавок, 9 постоялих дворів, готель, винний склад, 2 ярмарки, базари через 2 тижні.
- Колосівка (Бандицьке) — колишнє власницьке село, 462 особи, 86 дворів, базари.